# Courjeonnet
Courjeonnet est une commune française, située dans le département de la Marne, en région Grand Est.

## Géographie

### Localisation
Courjeonnet se trouve au sud-ouest du département de la Marne, en région Grand Est. La commune appartient à la région agricole de la Champagne crayeuse.
La commune de Courjeonnet s'étend sur une superficie de 555 hectares. Sur son territoire, l'altitude varie de 139 à 210 mètres. Le relief est plus marqué au nord du village de Courjeonnet. Au sud du village, l'altitude ne dépasse pas 150 mètres. Le sud de la commune est occupé par les marais de Saint-Gond, traversés par le Petit Morin.
Par la route, Courjeonnet se situe à 44 km de Châlons-en-Champagne, préfecture, à 37 km d'Épernay, sous-préfecture, et à 41 km de Dormans, bureau centralisateur du canton de Dormans-Paysages de Champagne dont dépend Courjeonnet depuis 2015. La commune fait en outre partie du bassin de vie de Sézanne, commune distante de 20 km par la route.
Courjeonnet est limitrophe de 5 communes :
|             | Vers Congy       |                  |
| Villevenard | Courjeonnet      | Coizard-Joches   |
| Reuves      | Broussy-le-Petit | Broussy-le-Grand |

### Hydrographie

#### Réseau hydrographique
La commune est dans la région hydrographique de « la Seine de sa source au confluent de l'Oise (exclu) » au sein du bassin Seine-Normandie. Elle est drainée par le Petit Morin, le canal 02 de Châtillon, le canal 01 de Châtillon, le canal 01 des Colinets, le canal 02 de la Pointe, le canal 02 des Colinets et le canal 02 du Pré des Contrôleurs,.
Le Petit Morin, d'une longueur de 86 km, prend sa source dans la commune de Val-des-Marais et se jette dans la Marne à La Ferté-sous-Jouarre, après avoir traversé 29 communes. 

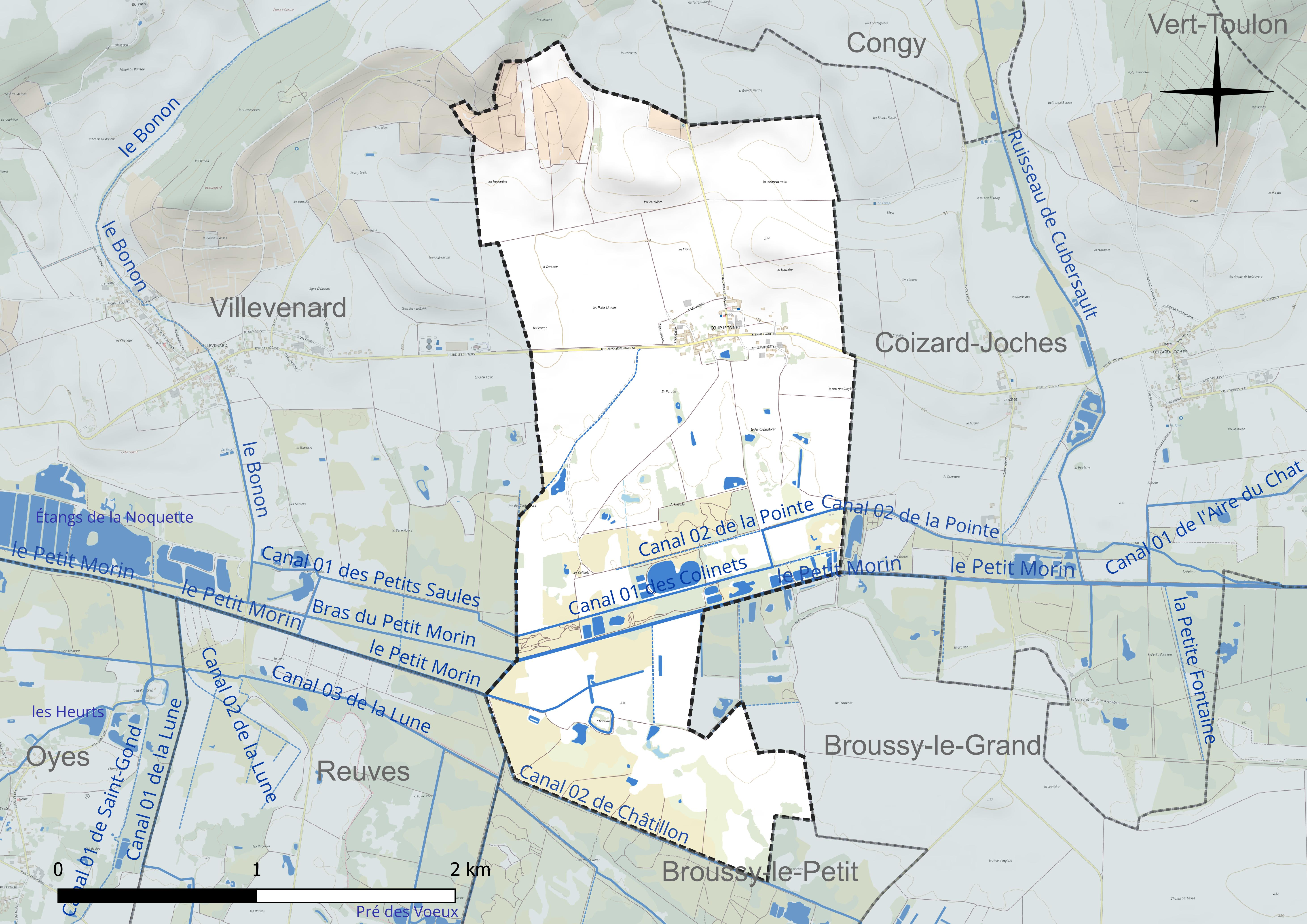
Réseau hydrographique de Courjeonnet.

#### Gestion et qualité des eaux
Le territoire communal est couvert par le schéma d'aménagement et de gestion des eaux (SAGE) « Petit et Grand Morin ». Ce document de planification concerne le territoire des bassins versants du Petit Morin (630 km2) et du Grand Morin (1 185 km2) et se répartit sur trois départements (la Marne, l'Aisne et la Seine-et-Marne). Il a été approuvé le 21 octobre 2016. La structure porteuse de l'élaboration et de la mise en œuvre est le Syndicat mixte d'aménagement et de gestion des eaux (SMAGE) - EPAGE. 
La qualité des cours d’eau peut être consultée sur un site dédié géré par les agences de l’eau et l’Agence française pour la biodiversité. 

### Climat
Pour des articles plus généraux, voir Climat du Grand Est et Climat de la Marne.
En 2010, le climat de la commune est de type climat océanique dégradé des plaines du Centre et du Nord, selon une étude du Centre national de la recherche scientifique s'appuyant sur une série de données couvrant la période 1971-2000. En 2020, Météo-France publie une typologie des climats de la France métropolitaine dans laquelle la commune est exposée à un climat océanique altéré et est dans la région climatique  Nord-est du bassin Parisien, caractérisée par un ensoleillement médiocre, une pluviométrie moyenne régulièrement répartie au cours de l’année et un hiver froid (3 °C). 
Pour la période 1971-2000, la température annuelle moyenne est de 10,3 °C, avec une amplitude thermique annuelle de 15,4 °C. Le cumul annuel moyen de précipitations est de 745 mm, avec 12,2 jours de précipitations en janvier et 8 jours en juillet. Pour la période 1991-2020, la température moyenne annuelle observée sur la station météorologique de Météo-France la plus proche, « Esternay-Man », sur la commune d'Esternay à 23 km à vol d'oiseau, est de 10,9 °C et le cumul annuel moyen de précipitations est de 780,5 mm. 
La température maximale relevée sur cette station est de 42,5 °C, atteinte le 25 juillet 2019 ; la température minimale est de −25 °C, atteinte le 14 février 1956,,. 
Les paramètres climatiques de la commune ont été estimés pour le milieu du siècle (2041-2070) selon différents scénarios d'émission de gaz à effet de serre à partir des nouvelles projections climatiques de référence DRIAS-2020. Ils sont consultables sur un site dédié publié par Météo-France en novembre 2022.

### Milieux naturels et biodiversité
L'Inventaire national du patrimoine naturel (INPN) recense 358 espèces sur le territoire de la commune, dont 37 espèces protégées et 23 espèces menacées.
Courjeonnet compte une zone naturelle d'intérêt écologique, faunistique et floristique (ZNIEFF) de type I : « les marais de Saint-Gond ». La ZNIEFF s'étend sur environ 3 200 hectares et 13 communes marnaises. Dans la vallée du Petit Morin, elle accueille des tourbières alcalines particulièrement importantes du point de vue environnemental. En matière de flore, 43 espèces rares ou protégées y sont présentes. En matière de faune, le site est particulièrement favorable aux amphibiens, aux lépidoptères, aux odonates et aux oiseaux. Les marais de Saint-Gond sont également un site d'intérêt communautaire du réseau Natura 2000.

## Urbanisme

### Typologie
Au 1er janvier 2024, Courjeonnet est catégorisée commune rurale à habitat très dispersé, selon la nouvelle grille communale de densité à sept niveaux définie par l'Insee en 2022.
Elle est située hors unité urbaine et hors attraction des villes,.

### Occupation des sols
L'occupation des sols de la commune, telle qu'elle ressort de la base de données européenne d’occupation biophysique des sols Corine Land Cover (CLC), est marquée par l'importance des territoires agricoles (69,6 % en 2018), en augmentation par rapport à 1990 (68,2 %). La répartition détaillée en 2018 est la suivante : terres arables (65,6 %), zones humides intérieures (25,6 %), zones urbanisées (4,6 %), cultures permanentes (4 %), forêts (0,2 %).
L'évolution de l’occupation des sols de la commune et de ses infrastructures peut être observée sur les différentes représentations cartographiques du territoire : la carte de Cassini (XVIIIe siècle), la carte d'état-major (1820-1866) et les cartes ou photos aériennes de l'IGN pour la période actuelle (1950 à aujourd'hui).

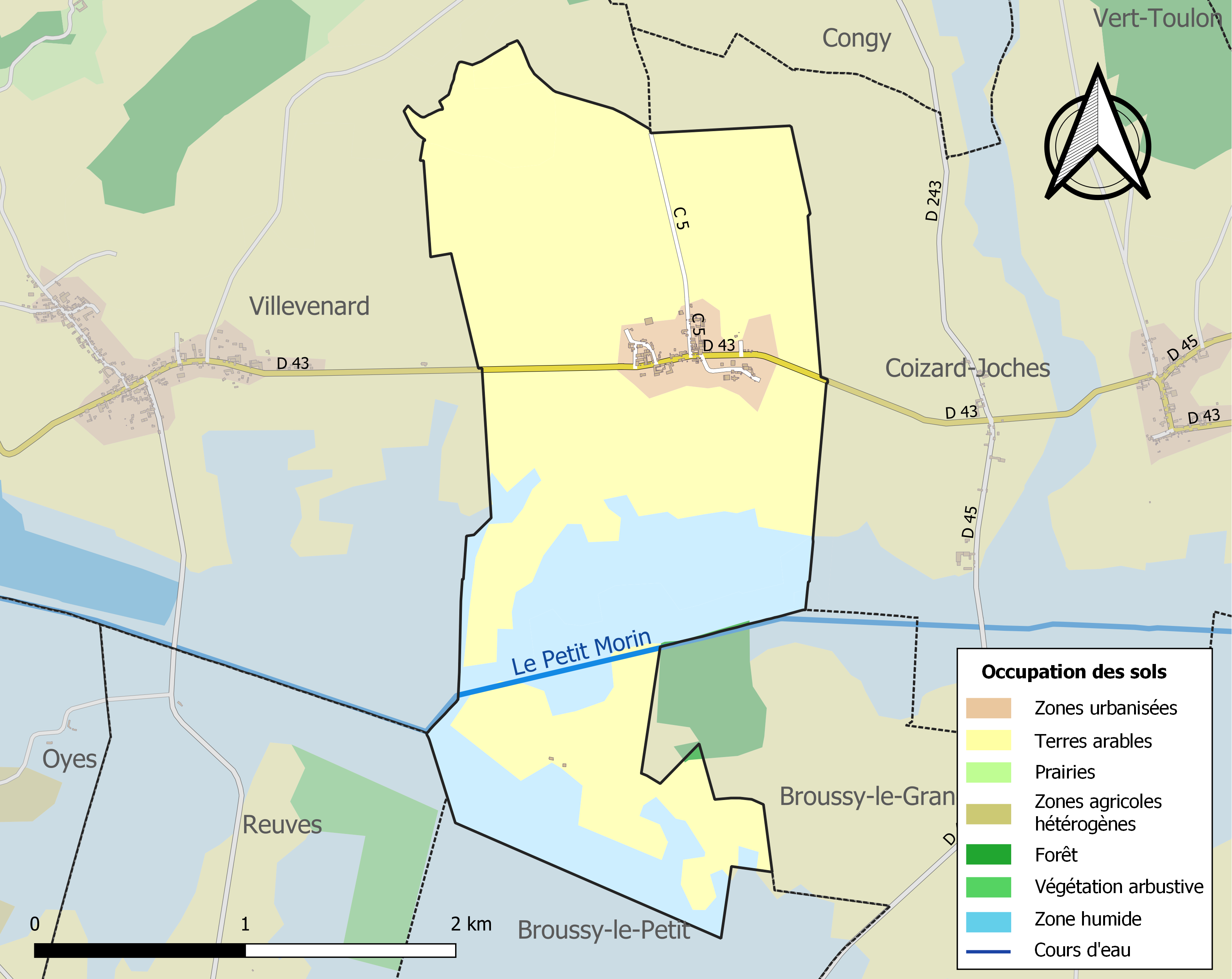
Carte des infrastructures et de l'occupation des sols de la commune en 2018 (CLC).

### Habitat et logement
En 2021, Courjeonnet compte 32 logements. Ces logements sont uniquement des maisons ; la commune ne comptant aucun appartement. En raison de la prévalence des maisons, les résidences principales de Courjeonnet disposent en moyenne de 5,5 pièces.
Le tableau ci-dessous présente une comparaison de quelques indicateurs chiffrés du logement pour Courjeonnet, la communauté de communes des Paysages de la Champagne (CCPC), le département de la Marne et la France entière :
|                                                            | Courjeonnet | CCPC   | Marne   | France     |
| ---------------------------------------------------------- | ----------- | ------ | ------- | ---------- |
| Ensemble des logements                                     | 32          | 11 470 | 300 919 | 37 155 918 |
| Part des résidences principales (en %)                     | 75,0        | 80,9   | 87,5    | 82,2       |
| Part des résidences secondaires (en %)                     | 12,5        | 5,8    | 3,4     | 9,7        |
| Part des logements vacants (en %)                          | 12,5        | 13,4   | 9,1     | 8,1        |
| Part des propriétaires de leur résidence principale (en %) | 83,3        | 76,4   | 52,2    | 57,5       |

À Courjeonnet, en 2021, 75 % des logements sont des résidences principales, 12,5 % des résidences secondaires et 12,5 % des logements vacants. Par ailleurs, 83,3 % des ménages sont propriétaires de leur résidence principale. Courjeonnet se démarque alors par un nombre supérieur à la moyenne de résidences secondaires et de ménages propriétaires de leur résidence principale.
Parmi les 24 résidences principales construites avant 2019, 37,5 % avaient été construites avant 1919, 12,5 % entre 1919 et 1945, 8,3 % entre 1946 et 1970, 33,3 % entre 1971 et 1990, aucune entre 1991 et 2005 et 8,3 % entre 2006 et 2018.
Le tableau ci-dessous présente l'évolution du nombre de logements sur le territoire de la commune, par catégorie, depuis 1968 :
|                        | 1968 | 1975 | 1982 | 1990 | 1999 | 2010 | 2015 | 2021 |
| ---------------------- | ---- | ---- | ---- | ---- | ---- | ---- | ---- | ---- |
| Résidences principales | 20   | 20   | 18   | 24   | 25   | 26   | 25   | 24   |
| Résidences secondaires | 3    | 3    | 6    | 5    | 4    | 6    | 6    | 4    |
| Logements vacants      | 5    | 9    | 8    | 5    | 2    | 3    | 2    | 4    |
| Total                  | 28   | 32   | 32   | 34   | 31   | 35   | 33   | 32   |

### Voies de communication et transports
Courjeonnet est traversée par la route départmantale 43 entre Villevenard (puis la D951) à l'ouest et Coizard-Joches (puis Fère-Champenoise) à l'est.

## Toponymie
Le nom de la localité est attesté sous les formes Courgenès (1494) ; Courgenetz (1526) ; Courgenay (1556) ; Courgeny-en-Baye (1556) ; Courjonnais (vers 1700) ; Courjonnet (vers 1700) ; Courgennet (1713) ; Courjeonnet (1775).

## Histoire
La première mention sous la forme Courgenès est de 1494.
En 1921, M. Roland trouvait quatre hypogées au lieu-dit les Vignes-Basses,,, des traces d'habitat lacustre avec des fosses au lieu-dit les Lasrets (Marais de Saint-Gond), ainsi qu'un atelier de potier marqué par de nombreux fragments.
En 2022, un diagnostic archéologique a permis la découverte de traces d'écobuage néolithiques au niveau d'un ancien bras de marais. Une occupation de l'âge du Bronze final et de l'époque médiévale ou moderne ont également été retrouvées.

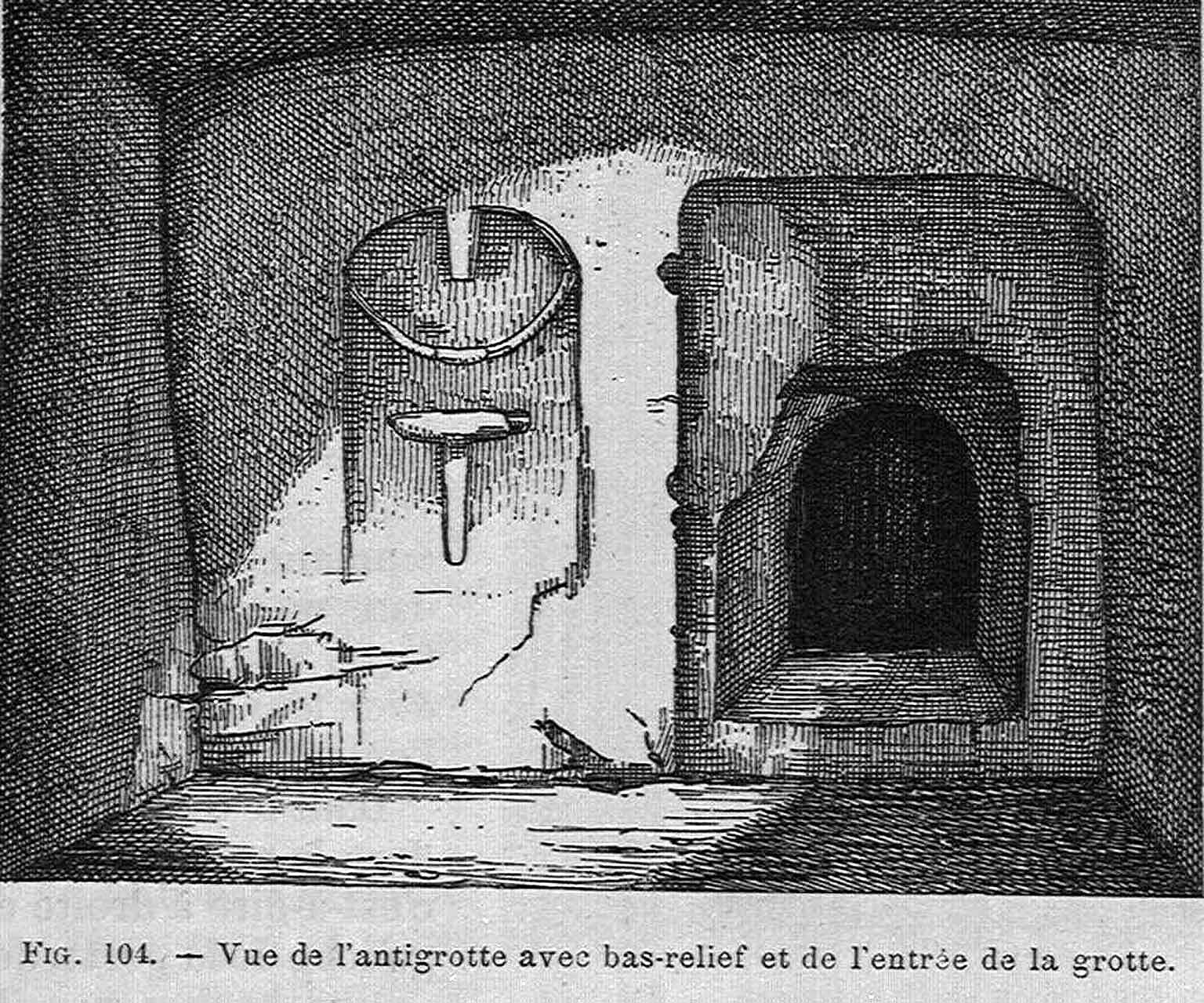
Grotte de Courjeonnet.

## Politique et administration
| Période                                  | Période                      | Identité      | Étiquette | Qualité |
| ---------------------------------------- | ---------------------------- | ------------- | --------- | ------- |
| Les données manquantes sont à compléter. |                              |               |           |         |
| avant 1995                               | 1995                         | André Roux    | DVD       |         |
| 1995                                     | 2008                         | Denis Chère   |           |         |
| 2008                                     | 2014                         | Michel Rufin  |           |         |
| 2014                                     | En cours (au 4 juillet 2014) | Martine Chère |           |         |

## Équipements et services publics

### Eau et déchets
L'approvisionnement en eau potable et l'assainissement des eaux usées sont des compétences de la communauté de communes des Paysages de la Champagne. La commune de Courjeonnet est alimentée en eau potable par les captages de Coizard-Joches (Le Bas de l'Étang). La production et la distribution d'eau potable font l'objet d'une délégation de service public confiée à Suez jusqu'en 2029. L'assainissement y est non collectif et assuré en régie par la communauté de communes.
La communauté de communes est également compétente en matière de déchets. La collecte des ordures ménagères résiduelles et des déchets recyclables est réalisée en porte à porte. La communauté de commune adhérant au syndicat de valorisation des ordures ménagères de la Marne (SYVALOM), ces déchets sont amenés au centre de transfert départemental de Pierry puis valorisés sur le site de La Veuve. La collecte du verre et des textiles se fait en apport volontaire. La communauté de communes met par ailleurs six déchèteries à disposition de ses habitants, accessibles après création d'une carte d'accès : à Châtillon-sur-Marne, Damery-Venteuil, Fèrebrianges, Mareuil-le-Port, Montmort-Lucy et Trélou-sur-Marne.

### Enseignement
Courjeonnet fait partie de l'académie de Reims.
Les enfants de Courjeonnet sont accueillis au sein des écoles de Congy. Installées rue des Prés, les écoles sont fréquentées par 37 élèves de maternelle et 57 élèves d'élémentaire (chiffres 2024-2025)
Les jeunes de Courjeonnet sont ensuite rattachés au collège Lucie Aubrac de Montmort-Lucy et au lycée La Fontaine du Vé de Sézanne.

### Postes et télécommunications
Une boîte aux lettres de La Poste se trouve sur le territoire de la commune, rue Saint François. Le bureau de poste le plus proche est l'agence communale de Congy, à environ 3 km de Courjeonnet.

### Justice, sécurité et secours
Du point de vue judiciaire, Courjeonnet relève du conseil de prud'hommes d'Épernay, du tribunal de commerce de Reims, du tribunal judiciaire, du tribunal paritaire des baux ruraux et du tribunal pour enfants de Châlons-en-Champagne, dans le ressort de la cour d'appel de Reims. Pour le contentieux administratif, la commune dépend du tribunal administratif de Châlons-en-Champagne et de la cour administrative d'appel de Nancy.
Courjeonnet est située en secteur Gendarmerie nationale et dépend de la brigade d'Étoges.
En matière d'incendie et de secours, le centre d'incendie et de secours le plus proche est celui de Montmort, rattaché au Service départemental d'incendie et de secours (SDIS) de la Marne.

## Population et société

### Démographie
L'évolution du nombre d'habitants est connue à travers les recensements de la population effectués dans la commune depuis 1793. Pour les communes de moins de 10 000 habitants, une enquête de recensement portant sur toute la population est réalisée tous les cinq ans, les populations de référence des années intermédiaires étant quant à elles estimées par interpolation ou extrapolation. Pour la commune, le premier recensement exhaustif entrant dans le cadre du nouveau dispositif a été réalisé en 2005.

En 2022, la commune comptait 49 habitants, en évolution de +4,26 % par rapport à 2016 (Marne : −1,19 %, France hors Mayotte : +2,11 %).
| 1793 | 1800 | 1806 | 1821 | 1831 | 1836 | 1841 | 1846 | 1851 |
| ---- | ---- | ---- | ---- | ---- | ---- | ---- | ---- | ---- |
| 160  | 162  | 171  | 160  | 154  | 163  | 170  | 195  | 182  |

| 1856 | 1861 | 1866 | 1872 | 1876 | 1881 | 1886 | 1891 | 1896 |
| ---- | ---- | ---- | ---- | ---- | ---- | ---- | ---- | ---- |
| 147  | 166  | 160  | 140  | 132  | 134  | 123  | 133  | 131  |

| 1901 | 1906 | 1911 | 1921 | 1926 | 1931 | 1936 | 1946 | 1954 |
| ---- | ---- | ---- | ---- | ---- | ---- | ---- | ---- | ---- |
| 127  | 125  | 110  | 89   | 93   | 97   | 84   | 70   | 77   |

| 1962 | 1968 | 1975 | 1982 | 1990 | 1999 | 2005 | 2006 | 2010 |
| ---- | ---- | ---- | ---- | ---- | ---- | ---- | ---- | ---- |
| 66   | 67   | 66   | 50   | 65   | 61   | 52   | 52   | 56   |

| 2015 | 2020 | 2022 | - | - | - | - | - | - |
| ---- | ---- | ---- | - | - | - | - | - | - |
| 48   | 48   | 49   | - | - | - | - | - | - |

### Cultes
Pour le culte catholique, Courjeonnet dépend de la paroisse Saint-Alpin - Le Surmelin, au sein du diocèse de Châlons-en-Champagne.

### Médias
La presse écrite régionale comprend le quotidien L'Union et l'hebdomadaire L'Hebdo du vendredi.
Parmi les stations de radio locales, il est possible de citer Ici Champagne-Ardenne et Champagne FM.

## Culture locale et patrimoine

### Lieux et monuments
- L'église Saint-François-de-Sales, datant du XVIIIe siècle et faisant l'objet d'une protection au titre des Monuments Historiques[48].